# Namika
Namika, de son vrai nom Hanan Hamdi (en arabe : حنان حمدي, Ḥanān Ḥamdī), également connue sous le nom de scène Hän Violett, est une chanteuse et une rappeuse germano-marocaine, née le 23 août 1991 à Francfort-sur-le-Main. Elle se fait connaître à un large public grâce à sa chanson Lieblingsmensch en 2015. Elle est l'une des trois artistes féminines de hip-hop allemand à atteindre la première place du classement allemand des singles .
Son nom de scène « Namika » vient de la langue berbère tamaziɣt et signifie « scribe » ou « celui qui écrit ».[4]

## Biographie et carrière
Namika grandit dans sa ville natale de Francfort-sur-le-Main. Ses grands-parents sont originaires de la ville côtière de Nador, au Maroc.
Le 24 juillet 2015, Namika présente son premier album, intitulé Nador, qui comprend notamment le single Lieblingsmensch. L'album atteint la 13e place du classement allemand des albums fin juillet 2015. Lieblingsmensch se trouve alors en 27e position du classement des singles, mais il atteint la première place à sa huitième semaine grâce à une large diffusion sur les antennes allemandes. Le deuxième single, Hellwach, sort le 28 août 2015 et atteint la 62e place du classement.
Le 29 août 2015, Namika représente le Land de Hesse au Bundesvision Song Contest 2015 (en). Elle atteint la 7e place grâce à une version remaniée de Hellwach, produite par l'équipe Beatgees (de). Le 9 octobre de la même année, Namika prend part au New Music Award (de), le plus grand concours national pour jeunes musiciens.
Le 5 février 2016 sort son troisième single, intitulé Kompliziert. Il reste durant neuf semaines dans les classements allemands et atteint la 60e place.
Namika fait partie du jury allemand du Concours Eurovision de la chanson 2016 ; elle a donc attribué la moitié des points de l'Allemagne en deuxième demi-finale et en finale.

## Œuvres
Album
- Que Walou (2018)

- Nador (2015)

EP
- Je ne parle pas français (The Mixes) (2018)

- Hellwach (2015)

Singles
- Liebe ist... (2023)

- Komm mit mir (2022)

- Touché (2022)

- Globus (2022)

- Ein Monolog (2021)

- Küssen kann man nicht alleine (2019)

- Kompliziert (2016)

- Lieblingsmensch (2015)
- Hellwach (2015)

En featuring
- Liebe ist (avec Zaz)

- Je ne parle pas français (Beatgees Remix) (avec Black M)

- Lass sie tanzen (Square Dance) (avec Ali As (de))

Autres œuvres
- 2013: Flow zum Gesang (en tant que Hän Violett)
- 2015: Nador
- 2015: Wenn sie kommen (feat. Ali As)
- 2015: Na-Mi-Ka
- 2015: Mein Film (feat. MoTrip)
- 2016: Zauberland
- 2016: Spotlight
- 2017: Traum (feat. Ufo361)
- 2018: Je ne parle pas français (feat. Black M)

## Récompenses et distinctions
- 1 Live Krone (de) 2015 : nommée dans la catégorie Meilleure artiste féminine
- ECHO 2016 (de) : nommée dans la catégorie Newcomer National
- ECHO 2016 : nommée dans la catégorie Radio-ECHO
- ECHO 2016 : nommée dans la catégorie Künstlerin Rock/Pop National
- Radio Regenbogen (de) Award 2015 : Newcomer National[4]
- melty Future Preis 2016 : nommée dans la catégorie « Cool is everywhere – National »
- European Border Breakers Award 2017 de la catégorie artiste allemand[5]